# NGC 641
NGC 641 је елиптична галаксија у сазвежђу Феникс која се налази на NGC листи објеката дубоког неба.
Деклинација објекта је - 42° 31' 39" а ректасцензија 1h 38m 39,0s. Привидна величина (магнитуда) објекта NGC 641 износи 12,1 а фотографска магнитуда 13,1. Налази се на удаљености од 63,109 милиона парсека од Сунца. NGC 641 је још познат и под ознакама ESO 244-42, MCG -7-4-26, AM 0136-424, PGC 6081.